# Lewis Miley
Lewis Miley (Stanley, 1º maggio 2006) è un calciatore inglese, centrocampista del Newcastle Utd e della nazionale Under-21 inglese.

## Carriera

### Club
Miley è cresciuto nel settore giovanile del Newcastle Utd, con cui ha firmato il suo primo contratto professionistico il 1º maggio 2023, al compimento dei 17 anni.
Il 28 maggio successivo, ha fatto il suo debutto in prima squadra nell'ultima giornata di Premier League pareggiata 1-1 contro il Chelsea, diventando il più giovane debuttante dei Magpies in campionato. Disputa la sua prima gara da titolare, nel terzo turno di EFL Cup contro il Manchester City (1-0). Il 7 novembre successivo, fa il suo debutto in Champions League, subentrando nella sfida al Westfalenstadion contro il Borussia Dortmund (2-0), diventando, all'età di 17 anni e 191 giorni, anche il più giovane giocatore del Newcastle nelle competizioni europee. Il 16 dicembre, realizza la sua prima rete in campionato ed in carriera contro il Fulham (3-0), diventando il più giovane marcatore della storia del club nella competizione.

### Nazionale
Ha giocato nelle nazionali giovanili inglesi Under-17, Under-19 ed Under-20.

## Statistiche

### Presenze e reti nei club
Statistiche aggiornate al 26 dicembre 2023.
| Stagione        | Squadra         | Campionato      | Campionato | Campionato | Coppe nazionali | Coppe nazionali | Coppe nazionali | Coppe continentali | Coppe continentali | Coppe continentali | Altre coppe | Altre coppe | Altre coppe | Totale | Totale | Totale |
| Stagione        | Squadra         | Comp            | Pres       | Reti       | Comp            | Pres            | Reti            | Comp               | Pres               | Reti               | Comp        | Pres        | Reti        | Pres   | Reti   |        |
| --------------- | --------------- | --------------- | ---------- | ---------- | --------------- | --------------- | --------------- | ------------------ | ------------------ | ------------------ | ----------- | ----------- | ----------- | ------ | ------ | ------ |
| 2022-2023       | Newcastle Utd   | PL              | 1          | 0          | FACup+CdL       | 0               | 0               | -                  | -                  | -                  | -           | -           | -           | 1      | 0      |        |
| 2023-2024       | Newcastle Utd   | PL              | 8          | 1          | FACup+CdL       | 0+2             | 0               | UCL                | 3                  | 0                  | -           | -           | -           | 13     | 1      |        |
| Totale carriera | Totale carriera | Totale carriera | 9          | 1          |                 | 2               | 0               |                    | 3                  | 0                  |             | -           | -           | 14     | 1      |        |

## Palmarès

### Club

#### Competizioni nazionali
- Coppa di Lega inglese: 1

Newcastle: 2024-2025